# Lisa Bjurwald
Lisa Rebecca Bjurwald, egentligen Bjurvald, född 24 december 1978, är en svensk journalist, författare och debattör.

## Arbetsliv
Bjurwald var ledarskribent i Svenska Dagbladet 2007 samt i Dagens Nyheter 2008–2011. Hon har också arbetat för Expressen, Aftonbladet och Blank Spot Project. Hon har varit kolumnist i tidningen Journalisten, där hon också poddat om medier och journalistik med chefredaktör Helena Giertta i Bjurwald med Giertta. Bjurwald var fast redaktionsmedlem på Expo 2006–2011 och därefter redaktör, delägare och styrelseordförande på Medievärlden 2011–2017.
2017–2019 var Bjurwald chefredaktör och ansvarig utgivare för Författarförbundets tidskrift Författaren. Bjurwald skriver om politik, samhälle och kultur för medier som Expressen Kultur, The Local, EUobserver, Amelia, Ottar, ETC och Dagens Arena. Sedan hösten 2023 är hon anställd som politisk redaktör på oberoende liberala Vestmanlands Läns Tidning.
2019–2020 var hon chef för opinion och påverkan hos stiftelsen Teskedsorden.

### Facklitteratur och rapporter
Bjurwald har skrivit flera böcker om högerextremism: God dag kampsyster! (Bokförlaget Atlas 2009), Europas skam (Natur & Kultur 2011) och Skrivbordskrigarna (Natur & Kultur 2013).
Hösten 2019 väckte hennes granskning av svensk förlossningsvård, BB-krisen. Sveket vid livets början (Volante), stor debatt. 2008 publicerades Bjurwalds rapport Den ömtåliga plantan om Sveriges Television på Timbro.

### Skönlitteratur
Bjurwald har skrivit två verklighetsbaserade[källa behövs] spänningsromaner, Tills bara aska återstår (Bladh by Bladh 2016) och Ta min hand (Bladh by Bladh 2017).

## Utmärkelser
- Svensk vinnare av Europaparlamentets journalistpris 2010 för reportaget Demokratins dilemma – allas ögon på Schweiz.[11]
- Hummerkniven för år 2012.
- Teskedsordens bokpris 2013 för Skrivbordskrigarna - Hur extrema krafter utnyttjar internet.[12]
- Värmlandslitteraturs debutantstipendium 2017 för romanen Tills bara aska återstår
- Nominerad 2018 till Raoul Wallenbergpriset för sitt arbete mot högerextremism[13].